# Ignacio Díaz de Olano
Ignacio Díaz de Olano, cuyo nombre de nacimiento era Ignacio Salvador Díaz Ruiz de Olano (Vitoria, 1 de febrero de 1860-Vitoria, 7 de marzo de 1937), fue un pintor costumbrista español que alcanzó una gran notoriedad en vida.

## Biografía
Ignacio Díaz Olano comenzó a estudiar pintura en la Escuela de Bellas Artes de su ciudad natal (Vitoria), que durante la segunda parte del siglo XIX fue cantera de importantes pintores, como Fernando de Amárica, Adrián Aldecoa (alumno de Díaz de Olano) y otros. Entre 1876 y 1880, gracias a una beca del Ayuntamiento de Vitoria conseguida con base en sus cualidades, continuó sus estudios en la Escuela de Bellas Artes de Barcelona, donde uno de sus profesores fue Gustavo Bacarisas.

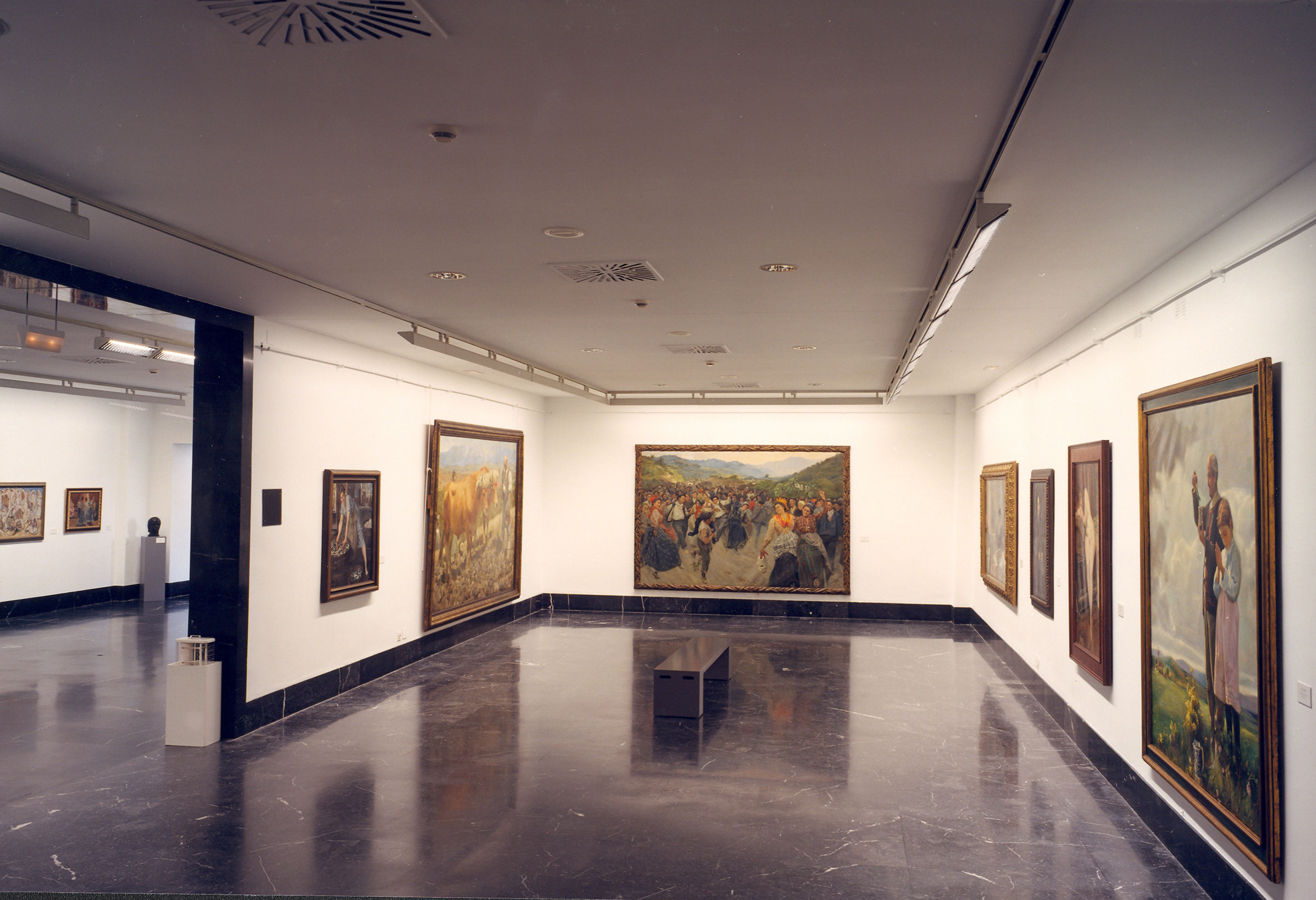
Sala dedicada a Díaz de Olano en el Museo de Bellas Artes de Álava

Tras un regreso temporal a su ciudad, se desplazó a París, donde trabajó para el  Teatro de la Ópera
En 1884, gracias a su amigo Felipe Arrieta, estuvo trabajando en Roma, tras lo cual regresaría y se afincaría definitivamente en la capital vasca, donde fue profesor de un gran número de pintores hoy conocidos como Adrián Aldecoa, Teodoro Dublang o Tomás Alfaro Fournier, entre otros. Publicó dibujos en la revista El Danzarín bajo el seudónimo «Galop».

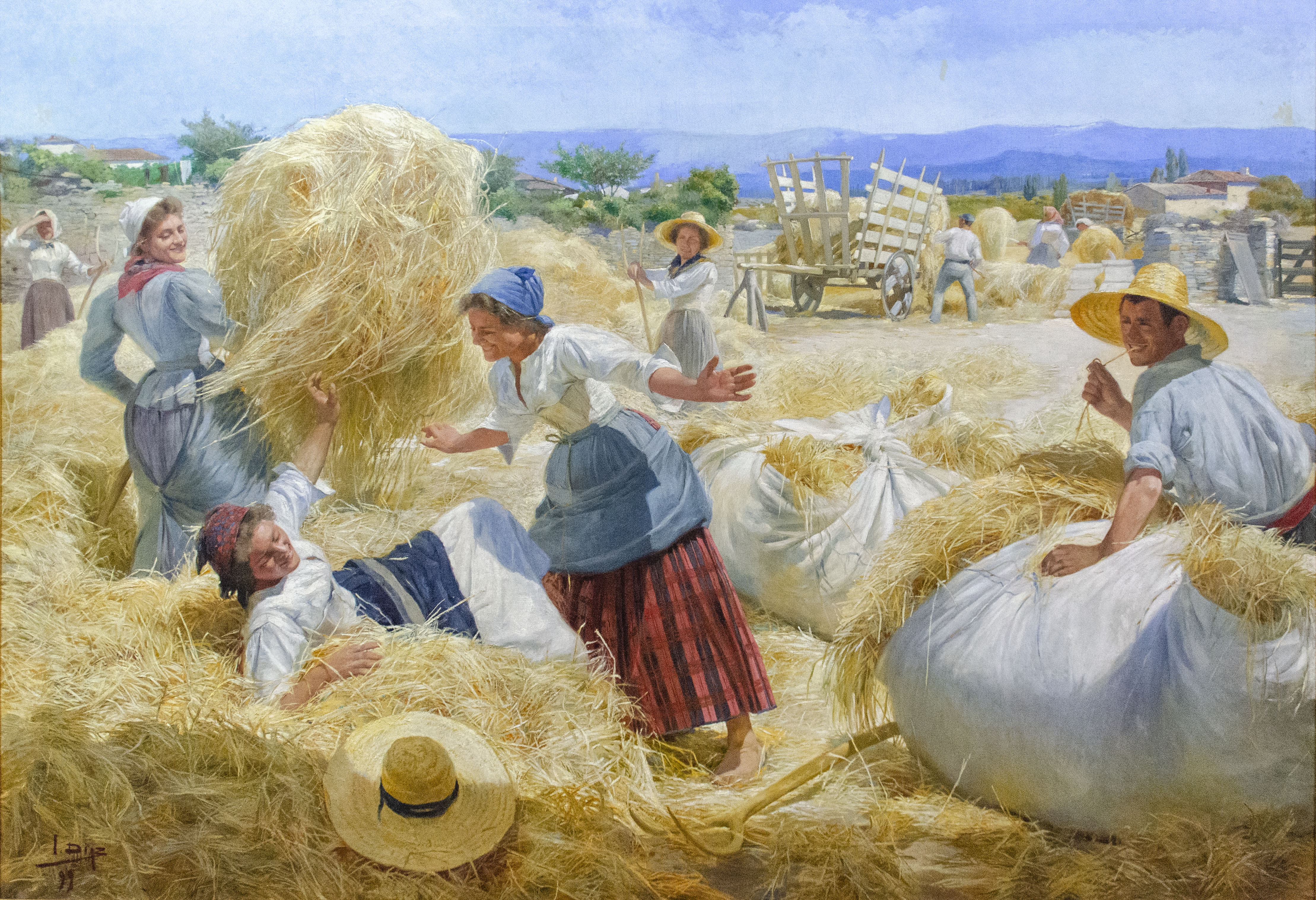
(1899)

Aunque se especializó y es fundamentalmente conocido por su pintura costumbrista, que abordaba desde el realismo y daba gran protagonismo a las personas en su entorno, también practicó otras técnicas como el retrato, el bodegón, o el paisaje más clásicos.
Hoy en día la colección más importante de su obra se encuentra en el Museo de Bellas Artes de Álava y una calle de su ciudad natal lleva su nombre.

## Premios y reconocimientos (selección)
- 1895. Medalla de bronce en la Exposición Nacional.
- 1899. Medalla de plata en la Exposición Nacional, con el cuadro “Agosto”, actualmente propiedad del Museo del Prado[6]

## Obras (selección)
Algunos de los más conocidos son: 
- 1899. “Agosto”[6]
- 1904.  La vuelta de la romería (2087 X 308 cm.)[7]

## Obra en colecciones y museos (selección)
- Museo del Prado
- Museo de Bellas Artes de Álava